# 川崎運輸区
川崎運輸区（かわさきうんゆく）は、神奈川県川崎市中原区にかつて存在した東日本旅客鉄道（JR東日本）横浜支社の運転士と車掌が所属する組織である。2024年2月29日限りで廃止し、現在は川崎統括センター南武線オフィス。
2020年3月14日に中原電車区が鎌倉車両センター中原支所に改組した際に、中原電車区の運転士部門は矢向車掌区と統合し旧夢庵武蔵中原駅前店跡地に新設の川崎運輸区に再編された。

## 乗務範囲

### 運転士
・川崎駅～立川駅
・鎌倉車両センター中原支所～国府津車両センター（回送列車のみ）

### 車掌
・川崎駅～立川駅

## 歴史
- 2020年3月14日 - 中原電車区の運転士、矢向車掌区を統合し川崎運輸区発足。
- 2024年3月16日 - 川崎統括センターと統合し、当区は廃止。

| スタブアイコン | サブスタブ | この項目は、まだ閲覧者の調べものの参照としては役立たない、鉄道に関連した書きかけの項目です。この項目を加筆・訂正などしてくださる協力者を求めています（P:鉄道/PJ:鉄道）。 |